# Seppois-le-Bas
Seppois-le-Bas (tysk: Niedersept) er en kommune i départementet Haut-Rhin i Alsace i Frankrig. Seppois-le-Bas grænser op til regionen Franche-Comté.
47°32′11″N 7°10′28″Ø / 47.5364°N 7.1744°Ø